# Gorący podkarzeł

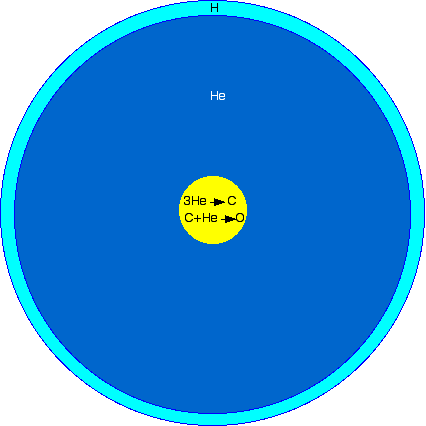
Schematyczny przekrój podkarła typu widmowego B

Gorący podkarzeł – odmiana podkarła o typie widmowym B (sdB – B-type subdwarf).
Gorące podkarły stanowią późną fazę ewolucyjną niektórych gwiazd, które w końcowym momencie swojego istnienia nie stają się czerwonymi olbrzymami, ale tracą zewnętrzną warstwę wodoru, zanim w ich jądrach rozpoczyna się synteza jądrowa helu. Mechanizm i powód utraty zewnętrznych warstw gwiazd nie jest do końca rozumiany, ale uważa się, że może powstawać w układach podwójnych w wyniku interakcji obydwu elementów układu. Pojedyncze gorące podkarły mogą także powstawać w wyniku połączenia się dwóch białych karłów.
Masy tego typu gwiazd wynoszą około 0,5 M☉, na ich materię składa się w większości hel, z niewielką domieszką (ok. 1%) wodoru. Ich promień wynosi od 0,15 do 0,25 R☉, a temperatura od 20 000 do 40 000 K.